# Phaedyma lydda
Phaedyma lydda är en fjärilsart som beskrevs av Hans Fruhstorfer 1908. Phaedyma lydda ingår i släktet Phaedyma och familjen praktfjärilar. Inga underarter finns listade i Catalogue of Life.